# Herman Vermeer
A. Herman Vermeer (ur. 6 września 1957 w Appelschy) – holenderski polityk, rolnik, deputowany do Parlamentu Europejskiego (2001–2004).
Ukończył w 1980 szkołę rolniczą (Agrarische Hogeschool). W 1982 wstąpił do liberalnej Partii Ludowej na rzecz Wolności i Demokracji (VVD). Pełnił kierownicze funkcje w jej organizacji młodzieżowej (JOVD). W 1981 zaczął prowadzić własne gospodarstwo rolne. Od 1985 do 1987 i od 1991 do 2002 był radnym prowincji Flevoland.
W wyborach w 1999 z ramienia VVD kandydował do Parlamentu Europejskiego V kadencji. Mandat europosła objął w 2001. Należał do grupy liberalnej, pracował m.in. w Komisji Polityki Regionalnej, Transportu i Turystyki. W PE zasiadał do 2004.
Objął stanowisko prezesa rady nadzorczej przedsiębiorstwa spółdzielczego Agrico, zrzeszającego producentów ziemniaków.